# Alótropos do carbono

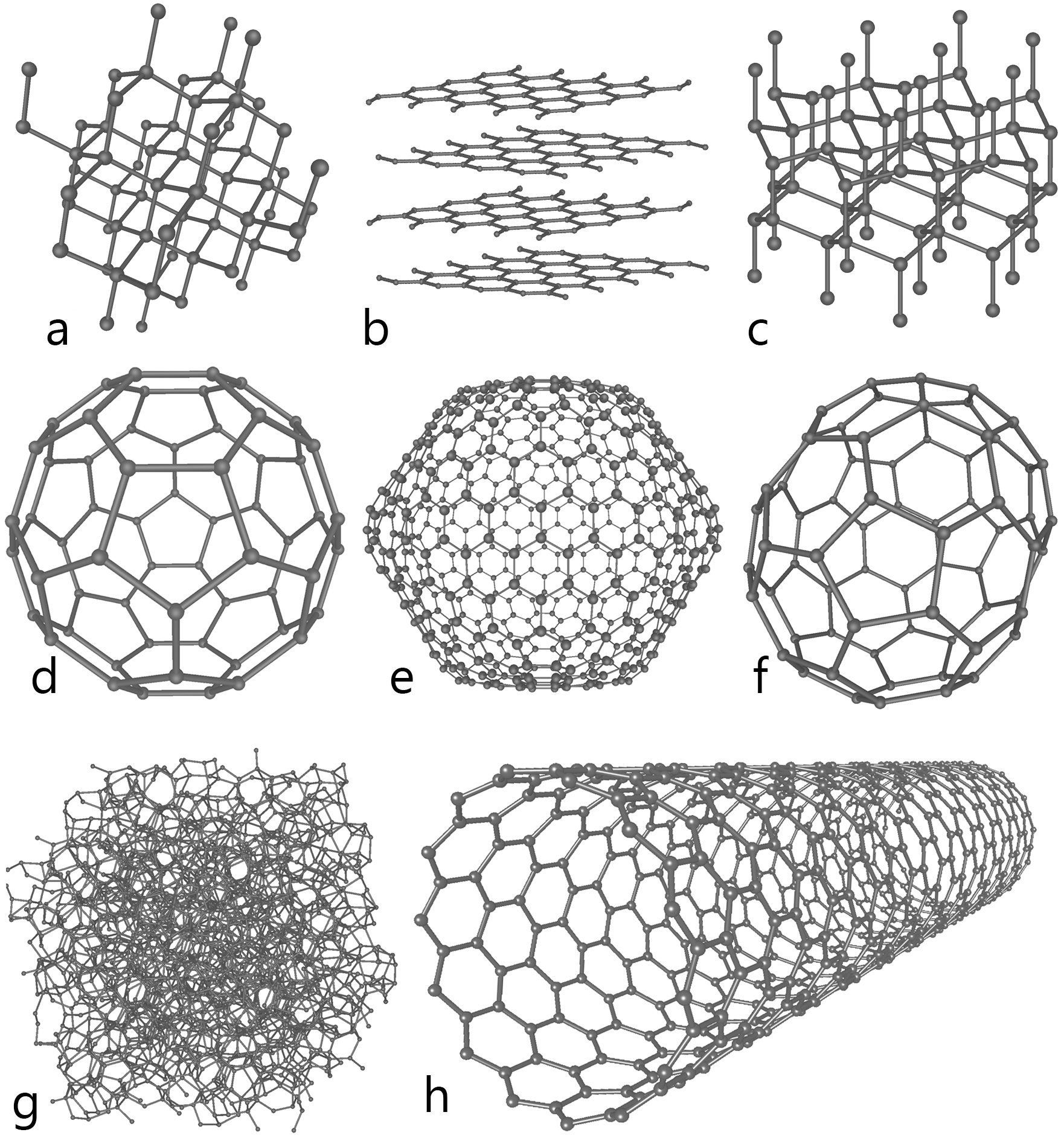
Oito alatropos de carbonos incluindo:
a) diamante,
b) grafite,
c) lonsdaleíta,
d) C_{60} buckminsterfulereno,
e) C_{540}, fullerite
f) C_{70},
g) carbono amorfo, e
h) nanotubo de carbono

Alótropo de carbono diz respeito às formas conhecidas de carbono que incluem, dentre muitas, o diamante e grafite. O carbono é capaz de formar muitas formas alotrópicas devido à sua valência.  Nas últimas décadas, muitos mais alótropos e formas de carbono foram descobertas e pesquisadas, incluindo formas de bola como buckminsterfulereno e folhas, como o grafeno. Estruturas de maior escala de carbono incluem nanotubos, nanobolhas e nanofitas. Existem outras formas inusitadas de carbono em elevadas temperaturas ou pressões extremas.